# Aphrophora salicina
Aphrophora salicina är en insektsart som först beskrevs av Johann August Ephraim Goeze 1778.  Aphrophora salicina ingår i släktet Aphrophora, och familjen spottstritar. Arten är reproducerande i Sverige.